# Расписка (Россия)
Расписка — односторонний документ, в письменной форме удостоверяющий получение от физического или юридического лица чего-либо (денег, материальных ценностей, удостоверения, лицензии, инструктажа по технике безопасности, повестки и т. п.). Она также может свидетельствовать о заключении договора займа, имущественного найма, хранения и тому подобных. Расписка может содержать какие-либо обязательства, например, условия и срок возврата долга. Она составляется в произвольной форме и скрепляется подписью выдавшего её лица.
В случае правильного оформления и нотариального заверения, расписка может являться письменным доказательством факта передачи денег или ценностей. Тем не менее, наличие расписки не всегда достаточно, чтобы эти деньги или ценности вернуть.
Основными структурными элементами расписки являются следующие:
1. Наименование расписки;
2. Фамилия, имя, отчество и должность составителя расписки;
3. Информация о полученных деньгах или ценностях;
4. Дата;
5. Подпись.

В России расписки регламентируются Гражданским кодексом: кредиторская расписка, фиксирующая, факт получения исполнения по обязательству (ст. 408 ГК РФ); расписка, фиксирующая факт получения исполнения по чековому обязательству (ст. 879 и 880 ГК РФ); долговая расписка, фиксирующая факт получения займа (ст. 808 ГК РФ); долговая расписка, фиксирующая факт принятия вещи на хранение (ст. 887 ГК РФ).